# Bright Enobakhare
Bright Enobakhare (Benin City, 18 mei 1998) is een Nigeriaans voetballer die doorgaans speelt als spits. In februari 2025 verliet hij Al-Bidda.

## Clubcarrière
Enobakhare verhuisde op zijn vijftiende vanuit Nigeria naar Engeland en kwam hier te spelen in de jeugd van Northfield Town. Na één jaar bij die club verkaste de aanvaller naar Wolverhampton Wanderers. Zijn eerste competitieoptreden voor Wolverhampton had de aanvaller op 29 september 2015, toen met 0–3 gewonnen werd van Fulham door doelpunten van Adam le Fondre, Sheyi Ojo en James Henry. Enobakhare begon op de reservebank en hij mocht van coach Kenny Jackett zeven minuten voor tijd invallen voor Le Fondre. Enobakhare tekende in december 2016 een vernieuwde verbintenis bij Wolverhampton Wanderers, tot medio 2019. Op 23 september 2017 kwam de Nigeriaanse aanvaller voor het eerst tot scoren, toen hij tegen Barnsley tien minuten voor tijd de score opende. Adam Jackson maakte tien minuten later gelijk, maar in extremis zorgde Alfred N'Diaye voor de overwinning van de thuisclub. In het seizoen 2017/18 werd de club kampioen van het Championship, waardoor Wolverhampton het seizoen 2018/19 uit ging komen in de Premier League.
Na de promotie werd Enobakhare voor een halfjaar verhuurd aan Kilmarnock. Deze periode werd opgevolgd door een verhuurperiode bij Coventry City. Aan het eind van deze periode lichtte Wolverhampton een optie in zijn contract, waardoor hij een jaar langer vast kwam te liggen. Later die zomer huurde Wigan Athletic Enobakhare voor een seizoen. Na deze verhuurperiode liet hij Wolverhampton definitief achter zich, waarop AEK Athene de aanvaller aantrok. Binnen twee maanden vertrok hij weer. Enobakhare zat hierna drie maanden zonder club, voor hij voor East Bengal ging spelen. Medio 2021 tekende de Nigeriaan bij zijn oude club Coventry City. In november van dat jaar vertrok hij zonder optredens achter zijn naam. Hapoel Jeruzalem gaf hem in januari 2022 een contract voor een half seizoen. Hierna gaf Roech Lviv hem een contract tot het einde van het seizoen 2022/23. Enobakhare ging na dit contract spelen voor Al-Bidda.

## Clubstatistieken
| Seizoen | Club                    | Competitie   | Competitie | Competitie | Beker | Beker | Internationaal | Internationaal | Totaal | Totaal |
| Seizoen | Club                    | Competitie   | Wed.       | Dlp.       | Wed.  | Dlp.  | Wed.           | Dlp.           | Wed.   | Dlp.   |
| ------- | ----------------------- | ------------ | ---------- | ---------- | ----- | ----- | -------------- | -------------- | ------ | ------ |
| 2015/16 | Wolverhampton Wanderers | Championship | 7          | 0          | 2     | 1     | —              | —              | 9      | 1      |
| 2016/17 | Wolverhampton Wanderers | Championship | 13         | 0          | 1     | 0     | —              | —              | 14     | 0      |
| 2017/18 | Wolverhampton Wanderers | Championship | 21         | 1          | 5     | 1     | —              | —              | 26     | 2      |
| 2018/19 | → Kilmarnock            | Premiership  | 6          | 0          | 0     | 0     | —              | —              | 6      | 0      |
| 2018/19 | → Coventry City         | League One   | 18         | 6          | 0     | 0     | —              | —              | 18     | 6      |
| 2019/20 | → Wigan Athletic        | Championship | 2          | 0          | 1     | 0     | —              | —              | 3      | 0      |
| 2020/21 | AEK Athene              | Super League | 1          | 1          | 0     | 0     | 0              | 0              | 1      | 1      |
| 2020/21 | East Bengal             | ISL          | 12         | 3          | 0     | 0     | —              | —              | 12     | 3      |
| 2021/22 | Coventry City           | Championship | 0          | 0          | 1     | 0     | —              | —              | 1      | 0      |
| 2021/22 | Hapoel Jeruzalem        | Ligat Ha'Al  | 4          | 0          | 0     | 0     | —              | —              | 0      | 0      |
| 2022/23 | Roech Lviv              | Premjer Liha | 1          | 0          | 0     | 0     | —              | —              | 1      | 0      |
| Totaal  | Totaal                  | Totaal       | 85         | 11         | 10    | 2     | 0              | 0              | 95     | 13     |

Bijgewerkt op 12 februari 2025.

## Erelijst
| Championship | 1 | 2017/18 |